# Silimakuta Barat
Silimakuta Barat is een bestuurslaag in het regentschap Simalungun van de provincie Noord-Sumatra, Indonesië. Silimakuta Barat telt 1384 inwoners (volkstelling 2010).